# Robert Denoël
Robert Denoël (* 1902; † 2. Dezember 1945 in Paris) war ein französischer Verleger belgischer Herkunft.

## Leben und Wirken
Robert Denoël war der Verleger von Louis-Ferdinand Céline aber auch von wichtigen Werken der Schriftsteller Louis Aragon, Antonin Artaud, Charles Braibant, Jean Genet, Nathalie Sarraute Elsa Triolet und Paul Vialar – vorwiegend in den 1920er und Anfang der 1930er Jahre. Denoël war auch ein Wegbereiter der Psychoanalyse durch die Veröffentlichung von Werken von Sigmund Freud, René Allendy und Otto Rank. Auch politische Reden von Josef Stalin und Franklin Delano Roosevelt erschienen in seinem Verlag.
Später verlegte er Schriftsteller der extremen Rechten, darunter waren Adolf Hitler, Robert Brasillach und Lucien Rebatet. Denoël gehörte während des Zweiten Weltkriegs zu den Kollaborateuren und wurde nach der Befreiung am 13. Juli 1945 vor Gericht gestellt. Ein Hauptvorwurf war der Verkauf seiner Gesellschaftsanteile an den deutschen Andermann Verlag. Auch seine verlegerische Tätigkeit stand unter Verdacht. Denoël verteidigte sich damit, dass von den 112 von ihm verlegten Büchern zwischen 1940 und 1944 nur etwa zwölf belastende Propaganda darstellten. Dazu gehörte namentlich Les Décombres von Rebetet und eine antisemitische Buchreihe unter dem Titel Les Juifs en France (deutsch: Die Juden in Frankreich). Vom Vorwurf der Spionage für den Feind wurde er entlastet. Das Verfahren endete mit einem Freispruch. Denoël wurde unter ungeklärten Umständen ermordet. Das Verlagshaus Éditions Denoël wurde später von Éditions Gallimard übernommen.